# 인두 틈새

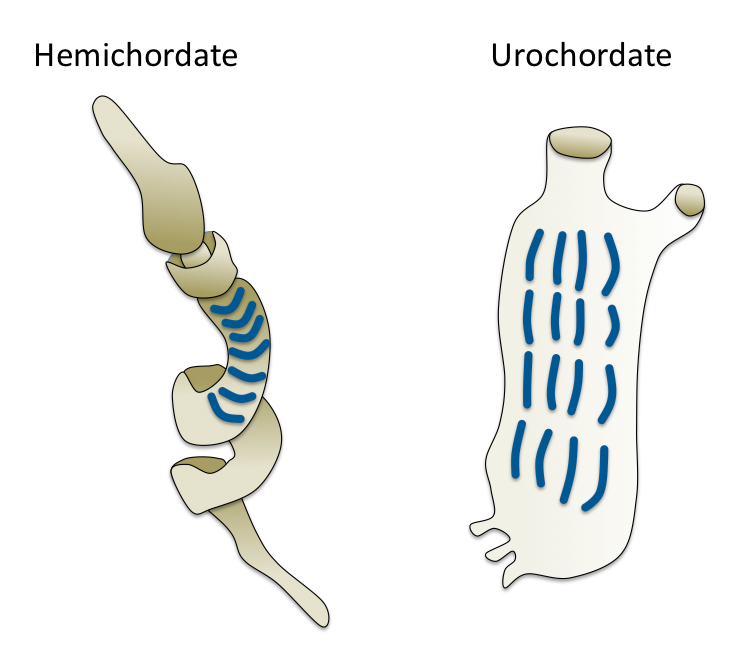
장새류(왼쪽)와 멍게(오른쪽)의 아가미 틈새(gill slit, 파란색)의 존재.

인두 틈새(pharyngeal slit)는 후구동물에서 발견되는 여과 섭식 기관이다. 인두 틈새는 인두를 따라 입 꼬리 부분에 나타나는 반복되는 구멍이다.

## 인두 틈새의 진화

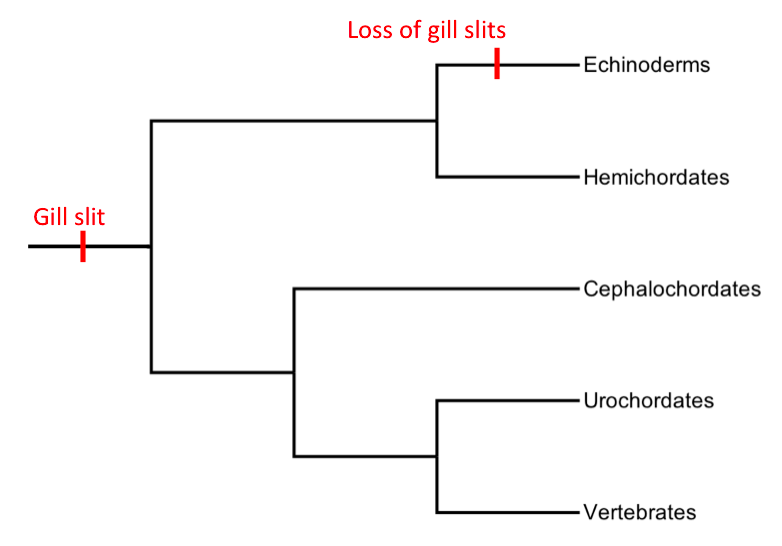
아가미 틈(gill slit)이 언제 발생했는지 보여주는 계통발생. 이후 극피동물(echinoderm)에서는 아가미 틈이 사라진 것으로 생각된다.

## 척추동물의 인두굽이
인두굽이(pharyngeal arch)

## 같이 보기
- 등쪽신경다발(배신경삭)